# Ids Eussen
Ids Eussen (Sittard, 24 januari 2002) is een Nederlandse handballer van het Limburgse Lions. Hij is een zoon van Eric Eussen. Ook zijn broertje, Jur en zusje, Kiek Eussen handballen op het hoogste niveau van Nederland.

## Biografie
Eussen begon in 2008 met handballen bij het Roermondse Swift 2000, waar hij in 2015 op 13-jarige leeftijd debuteerde voor het eerste herenteam van Swift 2000 in de eerste divisie. Eussen vervolgde zijn jeugdopleiding van Sittardia, waar hij al snel bij het tweede team van Limburg Lions kwam. In 2019 maakte Eussen zijn debuut bij het eerste team van de Lions. In 2022 werd Eussen door Edwin Kippers, bondscoach van de onder 20 benoemd tot talent van het jaar.